# Sceloporus ornatus
Sceloporus ornatus là một loài thằn lằn trong họ Phrynosomatidae. Loài này được Baird mô tả khoa học đầu tiên năm 1859.

## Hình ảnh